# Sineugraphe nigromaculata
Sineugraphe nigromaculata là một loài bướm đêm trong họ Noctuidae.